# Defensa Grünfeld
|       |       |       |       |       |       |       |       |       |  |
|       | a8 rd | b8 nd | c8 bd | d8 qd | e8 kd | f8 bd | g8    | h8 rd |  |
| a7 pd | b7 pd | c7 pd | d7    | e7 pd | f7 pd | g7    | h7 pd |       |  |
| a6    | b6    | c6    | d6    | e6    | f6 nd | g6 pd | h6    |       |  |
| a5    | b5    | c5    | d5 pd | e5    | f5    | g5    | h5    |       |  |
| a4    | b4    | c4 pl | d4 pl | e4    | f4    | g4    | h4    |       |  |
| a3    | b3    | c3 nl | d3    | e3    | f3    | g3    | h3    |       |  |
| a2 pl | b2 pl | c2    | d2    | e2 pl | f2 pl | g2 pl | h2 pl |       |  |
| a1 rl | b1    | c1 bl | d1 ql | e1 kl | f1 bl | g1 nl | h1 rl |       |  |
|       |       |       |       |       |       |       |       |       |  |

La Defensa Grünfeld (ECO D70-D99) es una popular y efectiva defensa de ajedrez contra 1.d4. Se debe al Gran Maestro Ernst Franz Grünfeld, inmerso en los principios de la escuela hipermoderna de ajedrez. Se ha jugado mucho, incluso en los campeonatos del mundo. En el duelo de Kárpov contra Kaspárov fue una de los sistemas favoritos, hasta el punto de que una de las variantes más agudas de la defensa se «inventó» en el mundial de Sevilla: la variante Sevilla. 
Por su versatilidad en el juego, la defensa Grünfeld, ha sido muy apreciada por varios grandes maestros. Pachman, Botvinnik y Alekhine la jugaron y dieron su nombre a muchas variantes. 
El llamado juego del siglo entre Donald Byrne y Bobby Fischer comenzó con esta apertura.
Con esta estrategia trata de provocar el prematuro avance de los peones centrales para atacar luego el centro con las piezas desde lejos, con el alfil en fianchetto y con el golpe c5. Por eso está relacionada con la Defensa Alekhine. Las blancas, por su parte, tratarán de sostener sus peones con las piezas y centralizando las torres. 
La Defensa Grünfeld se caracteriza por 3.... d5. La línea clásica comienza con 3.Cc3 pero si se juega otra también se puede atacar con d5. En este caso se llama Neogrünfeld. La línea más dura es, sin duda, la Variante del cambio.
Línea principal
1.d4 Cf6

2.c4 g6

3.Cc3 d5
1.d4 Cf6 2.c4 g6 3.Cc3 d5 4.cxd5 Cxd5 Variante del cambio
1.d4 Cf6 2.c4 g6 3.Cc3 d5 4.cxd5 Cxd5 5.Ca4 Variante Nadanian
1.d4 Cf6 2.c4 g6 3.Cc3 d5 4.cxd5 Cxd5 5.e4 Cxc3 6.bxc3 Ag7 7.Ac4
1.d4 Cf6 2.c4 g6 3.Cc3 d5 4.cxd5 Cxd5 5.e4 Cxc3 6.bxc3 Ag7 7.Ac4 0-0 8.Ce2 c5
1.d4 Cf6 2.c4 g6 3.Cc3 d5 4.cxd5 Cxd5 5.e4 Cxc3 6.bxc3 Ag7 7.Ac4 0-0 8.Ce2 c5 9.0-0 Cc6 10.Ae3 Ag4 11.f3 Ca5 12.Axf7+ Variante Sevilla
1.d4 Cf6 2.c4 g6 3.Cc3 d5 4.cxd5 Cxd5 5.e4 Cxc3 6.bxc3 Ag7 7.Ac4 0-0 8.Ce2 c5 9.0-0 Cc6 10.Ae3 cxd4 11.cxd4
1.d4 Cf6 2.c4 g6 3.Cc3 d5 4.cxd5 Cxd5 5.e4 Cxc3 6.bxc3 Ag7 7.Ac4 0-0 8.Ce2 c5 9.0-0 Cc6 10.Ae3 cxd4 11.cxd4 Ag4 12.f3 Ca5 13.Ad3 Ae6
1.d4 Cf6 2.c4 g6 3.Cc3 d5 4.cxd5 Cxd5 5.e4 Cxc3 6.bxc3 Ag7 7.Ac4 0-0 8.Ce2 c5 9.0-0 Cc6 10.Ae3 cxd4 11.cxd4 Ag4 12.f3 Ca5 13.Ad3 Ae6 14.d5
1.d4 Cf6 2.c4 g6 3.Cc3 d5 4.cxd5 Cxd5 5.e4 Cxc3 6.bxc3 Ag7 7.Ac4 0-0 8.Ce2 Dd7 9.0-0 b6
1.d4 Cf6 2.c4 g6 3.Cc3 d5 4.cxd5 Cxd5 5.e4 Cxc3 6.bxc3 Ag7 7.Ac4 0-0 8.Ce2 b6
1.d4 Cf6 2.c4 g6 3.Cc3 d5 4.cxd5 Cxd5 5.e4 Cxc3 6.bxc3 Ag7 7.Ac4 0-0 8.Ce2 Cc6
1.d4 Cf6 2.c4 g6 3.Cc3 d5 4.cxd5 Cxd5 5.e4 Cxc3 6.bxc3 Ag7 7.Cf3
1.d4 Cf6 2.c4 g6 3.Cc3 d5 4.Cf3 Sistema ruso
1.d4 Cf6 2.c4 g6 3.Cc3 d5 4.Cf3 Ag7
1.d4 Cf6 2.c4 g6 3.Cc3 d5 4.Cf3 Ag7 5.Db3
1.d4 Cf6 2.c4 g6 3.Cc3 d5 4.Cf3 Ag7 5.Db3 dxc4 6.Dxc4 0-0 7.e4
1.d4 Cf6 2.c4 g6 3.Cc3 d5 4.Cf3 Ag7 5.Db3 dxc4 6.Dxc4 0-0 7.e4 a6
1.d4 Cf6 2.c4 g6 3.Cc3 d5 4.Cf3 Ag7 5.Db3 dxc4 6.Dxc4 0-0 7.e4 c6
1.d4 Cf6 2.c4 g6 3.Cc3 d5 4.Cf3 Ag7 5.Db3 dxc4 6.Dxc4 0-0 7.e4 b6
1.d4 Cf6 2.c4 g6 3.Cc3 d5 4.Cf3 Ag7 5.Db3 dxc4 6.Dxc4 0-0 7.e4 Cc6
1.d4 Cf6 2.c4 g6 3.Cc3 d5 4.Cf3 Ag7 5.Db3 dxc4 6.Dxc4 0-0 7.e4 Ca6
1.d4 Cf6 2.c4 g6 3.Cc3 d5 4.Cf3 Ag7 5.Db3 dxc4 6.Dxc4 0-0 7.e4 Ag4
1.d4 Cf6 2.c4 g6 3.Cc3 d5 4.Cf3 Ag7 5.Db3 dxc4 6.Dxc4 0-0 7.e4 Ag4 8.Ae3 Cfd7 9.Ae2 Cb6 10.Dd3 Cc6 11.0-0-0
1.d4 Cf6 2.c4 g6 3.Cc3 d5 4.Cf3 Ag7 5.Db3 dxc4 6.Dxc4 0-0 7.e4 Ag4 8.Ae3 Cfd7 9.Db3
1.d4 Cf6 2.c4 g6 3.Cc3 d5 4.Cf3 Ag7 5.Db3 dxc4 6.Dxc4 0-0 7.e4 Ag4 8.Ae3 Cfd7 9.Db3 c5
1.d4 Cf6 2.c4 g6 3.Cc3 d5 4.Cf3 Ag7 5.e3
1.d4 Cf6 2.c4 g6 3.Cc3 d5 4.Cf3 Ag7 5.e3 0-0 6.b4
1.d4 Cf6 2.c4 g6 3.Cc3 d5 4.Cf3 Ag7 5.e3 0-0 6.Ad2
1.d4 Cf6 2.c4 g6 3.Cc3 d5 4.Cf3 Ag7 5.e3 0-0 6.Ad3
1.d4 Cf6 2.c4 g6 3.Cc3 d5 4.Cf3 Ag7 5.e3 0-0 6.Ad3 c6 7.0-0 Ag4
1.d4 Cf6 2.c4 g6 3.Cc3 d5 4.Cf3 Ag7 5.e3 0-0 6.Ad3 c6 7.0-0 Af5
1.d4 Cf6 2.c4 g6 3.Cc3 d5 4.Cf3 Ag7 5.e3 0-0 6.Db3
1.d4 Cf6 2.c4 g6 3.Cc3 d5 4.Cf3 Ag7 5.e3 0-0 6.Db3 e6
1.d4 Cf6 2.c4 g6 3.Cc3 d5 4.Cf3 Ag7 5.e3 0-0 6.Db3 dxc4 7.Axc4 Cbd7 8.Cg5
1.d4 Cf6 2.c4 g6 3.Cc3 d5 4.Cf3 Ag7 5.Da4+ Variante Flohr
1.d4 Cf6 2.c4 g6 3.Cc3 d5 4.Cf3 Ag7 5.Ag5
1.d4 Cf6 2.c4 g6 3.Cc3 d5 4.Cf3 Ag7 5.Af4
1.d4 Cf6 2.c4 g6 3.Cc3 d5 4.Cf3 Ag7 5.Af4 0-0 6.e3
1.d4 Cf6 2.c4 g6 3.Cc3 d5 4.Cf3 c6
1.d4 Cf6 2.c4 g6 3.Cc3 d5 4.Af4
1.d4 Cf6 2.c4 g6 3.Cc3 d5 4.Af4 Ag7 5.e3 0-0
1.d4 Cf6 2.c4 g6 3.Cc3 d5 4.Af4 Ag7 5.e3 0-0 6.Tc1
1.d4 Cf6 2.c4 g6 3.Cc3 d5 4.Af4 Ag7 5.e3 0-0 6.Tc1 c5 7.dxc5 Ae6
1.d4 Cf6 2.c4 g6 3.Cc3 d5 4.Af4 Ag7 5.e3 0-0 6.cxd5 Cxd5 7.Cxd5 Dxd5 8.Axc7
1.d4 Cf6 2.c4 g6 3.Cc3 d5 4.Ag5 Variante Taimánov
1.d4 Cf6 2.c4 g6 3.Cc3 d5 4.Ag5 Ce4 5.Cxe4 dxe4 6.Dd2 c5
1.d4 Cf6 2.c4 g6 3.Cc3 d5 4.g4
1.d4 Cf6 2.c4 g6 3.Cc3 d5 4.Db3

## Defensa neo-Grünfeld
|       |       |       |       |       |       |       |       |       |  |
|       | a8 rd | b8 nd | c8 bd | d8 qd | e8 kd | f8 bd | g8    | h8 rd |  |
| a7 pd | b7 pd | c7 pd | d7    | e7 pd | f7 pd | g7    | h7 pd |       |  |
| a6    | b6    | c6    | d6    | e6    | f6 nd | g6 pd | h6    |       |  |
| a5    | b5    | c5    | d5 pd | e5    | f5    | g5    | h5    |       |  |
| a4    | b4    | c4 pl | d4 pl | e4    | f4    | g4    | h4    |       |  |
| a3    | b3    | c3    | d3    | e3    | f3    | g3 pl | h3    |       |  |
| a2 pl | b2 pl | c2    | d2    | e2 pl | f2 pl | g2    | h2 pl |       |  |
| a1 rl | b1 nl | c1 bl | d1 ql | e1 kl | f1 bl | g1 nl | h1 rl |       |  |
|       |       |       |       |       |       |       |       |       |  |

1.d4 Cf6 2.c4 g6 3.g3 d5
1.d4 Cf6 2.c4 g6 3.g3 d5 4.Ag2 Ag7 5.cxd5 Cxd5
1.d4 Cf6 2.c4 g6 3.g3 d5 4.Ag2 Ag7 5.cxd5 Cxd5 6.e4 Cb6 7.Ce2
1.d4 Cf6 2.c4 g6 3.g3 d5 4.Ag2 Ag7 5.Cf3
1.d4 Cf6 2.c4 g6 3.g3 d5 4.Ag2 Ag7 5.Cf3 0-0 6.cxd5 Cxd5 7.0-0
1.d4 Cf6 2.c4 g6 3.g3 d5 4.Ag2 Ag7 5.Cf3 0-0 6.cxd5 Cxd5 7.0-0 c5 8.Cc3
1.d4 Cf6 2.c4 g6 3.g3 d5 4.Ag2 Ag7 5.Cf3 0-0 6.cxd5 Cxd5 7.0-0 c5 8.dxc5
1.d4 Cf6 2.c4 g6 3.g3 d5 4.Ag2 Ag7 5.Cf3 0-0 6.cxd5 Cxd5 7.0-0 Cb6
1.d4 Cf6 2.c4 g6 3.g3 d5 4.Ag2 Ag7 5.Cf3 0-0 6.0-0
1.d4 Cf6 2.c4 g6 3.g3 d5 4.Ag2 Ag7 5.Cf3 0-0 6.0-0 c6
1.d4 Cf6 2.c4 g6 3.g3 d5 4.Ag2 Ag7 5.Cf3 0-0 6.0-0 c6 7.cxd5 cxd5
1.d4 Cf6 2.c4 g6 3.f3 d5